# Gypsy punk
El gypsy punk (en español punk gitano) es un género musical híbrido que cruza la música tradicional gitana con el punk rock. Sus orígenes están en grupos como 'No Smoking Orchestra' (Serbia) y posteriormente 'Motherhead Bug' (Estados Unidos), que fueron los primeros en mezclar rock con elementos de la música gitana. La masificación del género se debe al lanzamiento del álbum 'Gypsy Punks: Underdog World Strike' de la agrupación Gogol Bordello. Esto dio lugar a críticas que lo consideraron una explotación de la cultura gitana. Gogol Bordello por su parte, ha insistido en que era solo el nombre de su álbum, el cual fue tomado y utilizado por la prensa musical como un término para definir al propio género musical y a sus artistas similares, pero en realidad, no debe ser tomado como un género propio de la música gitana.

## Filosofía
A partir de las migraciones desde su patria original en la India, los gitanos se han extendido, hasta el punto de carecer de una patria. El punk gitano no solo se define por la cultura romani, sino también por la falta de ella. Para el romaní, la música ha sido identificada como una "forma primaria de expresión cultural". Todo ello se fusiona con el espíritu rebelde y anarquista del punk-rock occidental.

## Bandas
- 127
- Apátrida
- Baildsa
- Balkan Beat Box
- Blackbird Raum
- Bestiärio
- Bohemian Betyars
- Burning Caravan
- DeVotchKa
- Diego's Umbrella
- Firewater
- Gogol Bordello
- Golem
- Hungry March Band
- Juglares De Kuneta
- Les Hurlements d'Léo
- Insomniac Folklore
- Kultur Shock
- Mischief Brew
- Motherhead Bug
- The Mouldy Lovers
- Räfven
- Sirius.B
- The Tower of Dudes
- Viza
- Zdob și Zdub
- Zydepunks